# Léon Bourgeois

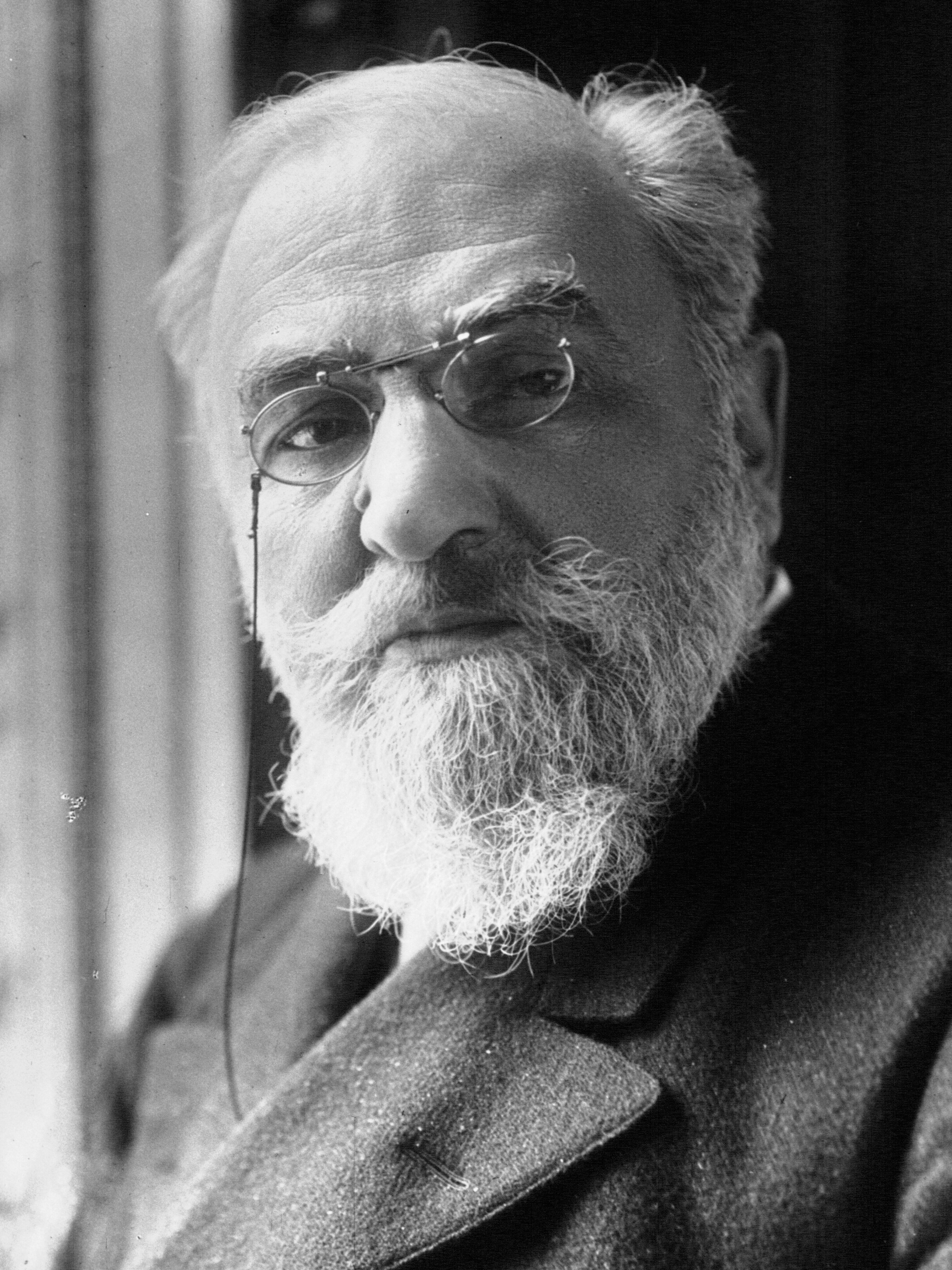
Léon Bourgeois (1917)

Léon Victor Auguste Bourgeois (* 21. Mai 1851 in Paris, Frankreich; † 29. September 1925 in Épernay) war ein französischer Jurist und Staatsmann. Er gilt als einer der geistigen Väter des Völkerbundes. Als erster Präsident des Völkerbundrates erhielt er 1920 den Friedensnobelpreis. Bourgeois war zudem einer der wichtigsten französischen Politiker Frankreichs der Dritten Republik.

## Leben und Werk

### Frühe Jahre und Ausbildung
Léon Bourgeois wurde 1851 in Paris in eine jüdische Familie geboren, sein Vater war Uhrmacher. Nach dem Schulbesuch erhielt Léon eine Ausbildung zum Kaufmann, der sich ein Rechtswissenschaftsstudium an der Universität in Paris anschloss.  Danach arbeitete er kurz als Anwalt und wurde 1882 Präfekt des Departments Tarn und 1885 oberster Verwaltungsbeamter des Départements Haute-Garonne. Im Jahr 1887 wurde er dann Polizeipräfekt in Paris. 1880 wurde er in der Freimaurerloge Sincerité in den Freimaurerbund aufgenommen.

### Politische Laufbahn
Die politische Laufbahn von Bourgeois begann 1888 als Staatssekretär des Innenministeriums unter Charles Thomas Floquet, nach Unstimmigkeiten legte er dieses Amt jedoch bereits 1889 wieder nieder. 1895 wurde er Ministerpräsident Frankreichs und bildete das erste rein linksdemokratische Kabinett Frankreichs. Er setzte sich vor allem für soziale Belange ein und reformierte die Arbeitsgesetze, das Schul- und Universitätswesen und die Gesundheitsfürsorge. Nach etwa einem Jahr demissionierte er und ging in die Opposition, da er sein Programm nicht durchsetzen konnte. 1896 schrieb er sein Buch Solidarité mit dem Plan eines Völkerbundes und der Nutzung der Schiedsgerichtsbarkeit.
Von 1902 bis 1904 war Bourgeois Präsident der Abgeordnetenkammer und 1906 für kurze Zeit Außenminister Frankreichs. Bereits 1899 war er Vorsitzender der französischen Delegation der Haager Friedenskonferenz und führte den Vorsitz der Kommission für internationale Schiedsgerichtsbarkeit. Auf der zweiten Haager Konferenz 1907 wurde dann die Schiedsgerichtsbarkeit durch ihn zu einem der Hauptthemen der Verhandlungen.
Während des Ersten Weltkrieges bekleidete Bourgeois wieder mehrere Ministerämter und kümmerte sich vor allem um die sozialen Kriegsfolgen. 1918 wurde er Mitglied einer Regierungskommission zur Ausarbeitung der Pläne für den Völkerbund. Als dieser dann 1919 Realität wurde, forderte er eine starke Exekutive in Form einer eigenen Armee- und Polizeigewalt für den Bund, damit dieser seine Forderungen auch durchsetzen konnte. Dieser Vorschlag wurde vor allem durch das Vereinigte Königreich abgewiesen. 1920 wurde Bourgeois zum ersten Präsidenten des Rates des Völkerbundes gewählt und von 1920 bis 1923 war er Präsident des französischen Senats. Danach zog er sich vor allem aus gesundheitlichen Gründen, einer fortschreitenden Erblindung, aus der Politik zurück und verstarb 1925.

## Ehrungen

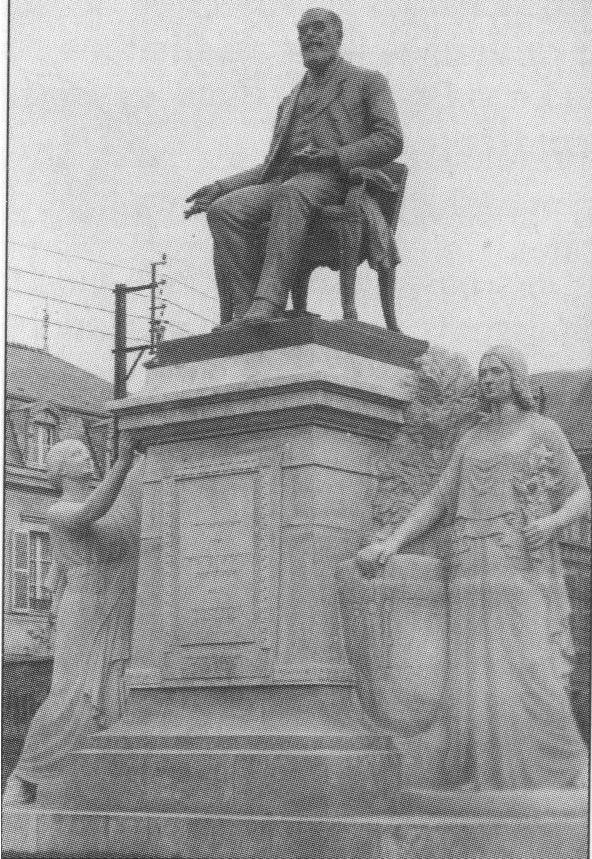
Denkmal Léon Bourgeois, Fotografie 1942

Nach Léon Bourgeois sind in Frankreich zahlreiche Straßen, Plätze und Schulen benannt. Ein 1933 errichtetes Denkmal in Châlons-en-Champagne wurde 1942 während der deutschen Besatzungszeit zerstört. 1887 wurde Bourgeois als Offizier der Ehrenlegion ausgezeichnet. Er ist Träger zahlreicher ausländischer Orden.

## Schriften
- Solidarité. Paris 1897
  - deutsche Ausgabe: Solidarität. Von den Grundlagen dauerhaften Friedens, aus dem Französischen und mit einem Nachwort von Effi Böhlke, suhrkamp, Berlin 2020, ISBN 978-3-518-29893-0.
- Diplomatie du droit. Delagrave, Paris 1909
- Discours prononcé à l’assemblée générale constitutive du 10 novembre 1918. Paris 1918
- Essai d’une philosophie de la solidarité. Alcan, Paris 1902
- L’oeuvre de la société des nations. Payot, Paris 1923
- Le pacte de 1919 et la société des nations. Fasquelle, Paris 1919
- Le traité de paix de Versailles. Alcan, Paris 1919